# Casuarina cunninghamiana

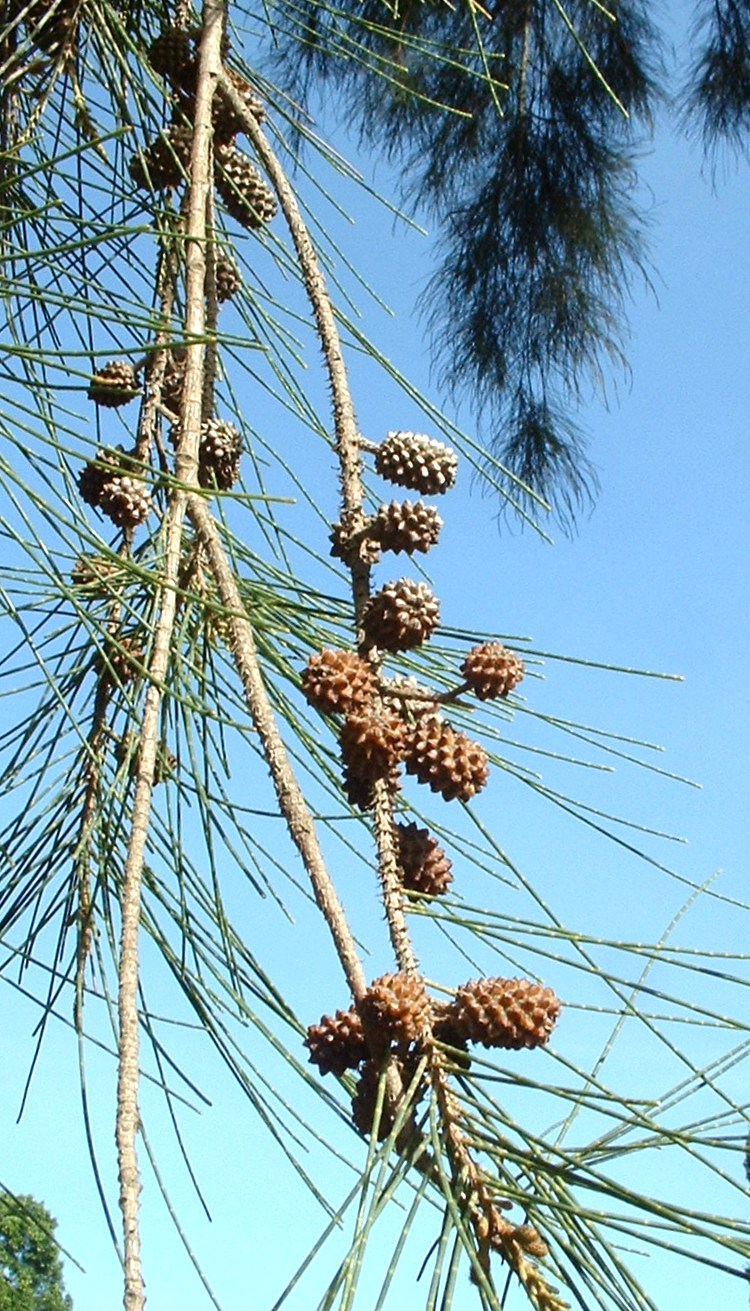
Fruit

La casuarina de Cunningham (Casuarina cunninghamiana) és una espècie de planta de la família de les Casuarinàcies, endèmica d'Austràlia. És un arbre que es troba sobre sòls de granit als boscos d'eucaliptus, a la vora de rieres. És una espècie que s'usa com a tallavent.